# Qingzhou
Qingzhou (青州 ; pinyin : Qīngzhōu) (on prononce "ts'ing djow") est une ville de la province du Shandong en Chine. C'est une ville-district placée sous la juridiction de la ville-préfecture de Weifang.

## Démographie
La population du district était de 894 285 habitants en 1999.